# Serra Mitjana (Balsareny)
La Serra Mitjana és una serra situada al municipi de Balsareny, a la comarca catalana del Bages, amb una elevació màxima de 409 metres.